# Ulpia Severina
Ulpia Severina (fl. 274-275) è stata la moglie dell'imperatore romano Aureliano e augusta dell'Impero romano dal 274 al 275. Evidenze numismatiche hanno suggerito ad alcuni studiosi una reggenza di Severina successiva alla morte del marito, cosa che la renderebbe l'unica imperatrice di un Impero romano ancora unito.

## Biografia
La sua esistenza è attestata dalla numismatica e dall'epigrafia, mentre non viene citata direttamente dalle fonti letterarie. Era la moglie dell'imperatore Aureliano, da cui ebbe una figlia. Il prenome Ulpia suggerisce una relazione con l'imperatore Ulpio Traiano (98–117) o l'usurpatore  Ulpio Leliano (269) o forse un'origine familiare dalla Dacia, dove il prenome era comune tra i cittadini romani. Non si sa quando sposò Aureliano, ma può essere avvenuto prima che divenisse imperatore.
Le venne conferito il titolo di mater castrorum et senatus et patriae, tipico delle influenti donne della dinastia dei Severi, oltre che «divina». Esiste la possibilità che fosse la figlia chiamata Severina dell'imperatore Filippo l'Arabo e di Marcia Otacilia Severa. Il titolo di augusta le venne probabilmente conferito nell'autunno 274, in quanto tutte le iscrizioni che lo riportano sono successive a quella data, mentre precedentemente è attestato il titolo pia, e le monete coniate a suo nome sono successive all'inizio del sesto anno di regno del marito. Nelle monete è raffigurata con un copricapo lunato e con il profilo su uno spicchio di luna, evidente richiamo alla dea Diana-Selene, così come il marito Aureliano era raffigurato con la corona a raggi del dio Apollo-Helios.
Esiste la possibilità che Severina abbia regnato da sola nel periodo tra l'improvvisa morte di Aureliano e la ritardata elezione di Marco Claudio Tacito: in assenza di fonti letterarie, l'ipotesi  è suffragata dalla profusione di monete coniate a suo nome e databili all'ultimo anno di vita di Aureliano, in particolare esiste una moneta che raffigura l'imperatrice come "Concordia militum", in piedi con in mano dei labari militari, in funzione di "pacificatrice" delle truppe, una raffigurazione non utilizzata sotto Aureliano e in altre emissioni dall'utilizzo della legenda CONCORDIA AVG invece di quella più tipica per due imperatori (CONCORDIA AVGG), e per la presenza su alcune monete coniate ad Antiochia di simboli di zecca usati da Tacito ma non da Aureliano.
In tal caso sarebbe la prima imperatrice romana a governare di proprio diritto (vi saranno in seguito delle imperatrici bizantine che governeranno da sole, come Zoe Porfirogenita).
Alcune monete dove compare come "Diva", suggeriscono che sia stata divinizzata, come il marito.